# Kanton Nice-7
Kanton Nice-7 (fr. Canton de Nice-7) je francouzský kanton v departementu Alpes-Maritimes v regionu Provence-Alpes-Côte d'Azur. Tvoří ho čtvrti Valrose, Brancolar, Rimiez a Gairaut města Nice.